# Estación Gobernador Obligado
Gobernador Obligado, es una estación de ferrocarril ubicada en el paraje rural del mismo nombre, partido de Brandsen, provincia de Buenos Aires, Argentina.

## Servicios
La estación era intermedia del otrora Ferrocarril Provincial de Buenos Aires para los servicios interurbanos y también de carga hacia y desde La Plata, Mira Pampa, Loma Negra y Azul. No opera servicios desde 1961.
Recibía el código 8907 y pertenecía al ramal P del Ferrocarril General Belgrano.

## Toponimia
Debe su nombre al Dr. Pastor Obligado, primer gobernador de la Provincia de Buenos Aires de carácter constitucional.